# Centrální celní skupina podpory
Centrální celní skupina podpory (ZUZ; Zentrale Unterstützungsgruppe Zoll) je speciální jednotka německé celní správy, srovnatelná se speciálními policejními jednotkami. Je podřízena Celnímu kriminálnímu úřadu v Kolíně nad Rýnem a podporuje Celní pátrací úřady a příležitostně i policii.

## Vznik
Jednotka byla založena v roce 1994 jako odpověď na narůstající násilí vůči příslušníkům celní správy. Před vznikem ZUZ bývalo běžnou praxí Celního kriminálního úřadu vyžádat si pomoc od speciálních jednotek zemských policií nebo jednotky Spolkové policie GSG 9 (Grenzschutzgruppe 9), a to v případech, kdy náročnost operací překračovala požadavky na vybavení nebo schopnosti celníků. Podpora od těchto jednotek ale nemohla být pokaždé plně garantována, protože plnily i jiné úkoly.

## Nábor a výcvik
Podmínky přijetí
- Zájemci se mohou stát příslušníky ZUZ do 35 let věku
- Zájemci musí mít dokončené celní vzdělání
- Zájemci musí disponovat dobrým zdravím, být nadprůměrně fyzicky zdatní a psychicky odolní

### Výběr
Přijímací zkouška k ZUZ trvá 14 dní. Sestává ze sportovně-praktické části ověřující fyzickou zdatnost uchazeče, z komplexního psychologického testu, který zkoumá inteligenci, schopnost soustředit se a kvalifikovaně zacházet s technikou, odolnost vůči stresu a schopnost týmové spolupráce. U uchazečů je prověřován také strach z výšek, klaustrofobie nebo rychlost reakcí. Na závěr probíhá ústní pohovor před výběrovou komisí.
Zhruba 80 % uchazečů přijímacím řízením neprojde.

### Vzdělávání a školení
Po zvládnutí přijímacího řízení následuje 10týdenní základní výcvik zaměřený na zlepšení fyzické kondice aspirantů a rozvoj jejich schopností a dovedností, které jsou pro následující speciální výcvik nezbytné. Základní výcvik je ukončen zkouškou, jejíž absolvování je podmínkou pokračování v dalším výcviku. Navazující školení trvá asi 48 týdnů a z větší části probíhá u Policie v Severním Porýní-Vestfálsku. 
Požadavky na aspiranty jsou podobné jako u jiných speciálních jednotek, jako je například GSG 9 nebo SEK (Spezialeinsatzkommando). Střelecká příprava probíhá během základního výcviku. Požadavky na muže i ženy jsou shodné.

## Vybavení

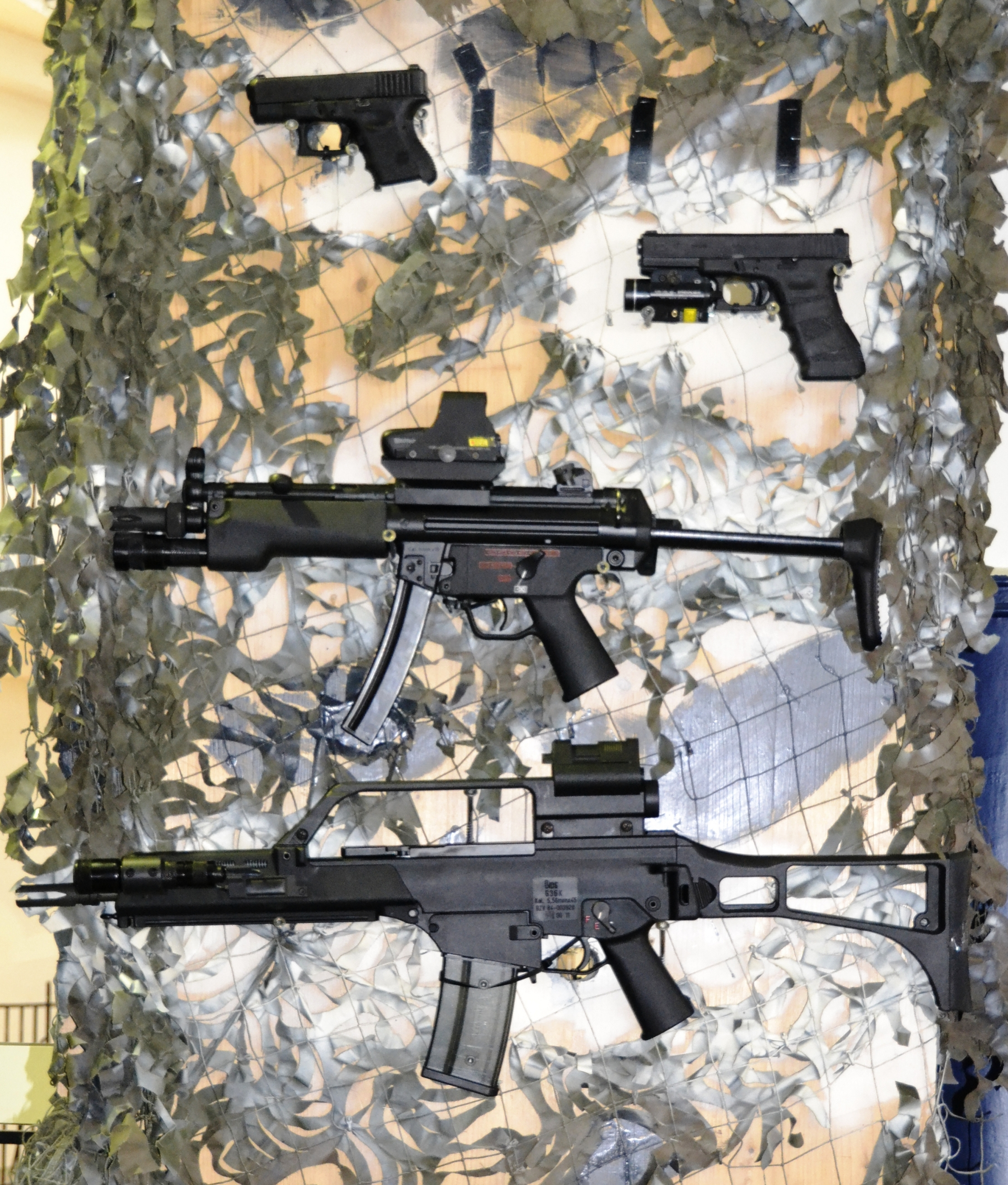
Střelné zbraně používané ZUZ

ZUZ je považována za jednu z nejmoderněji vybavených speciálních jednotek, což je dáno jejím relativně nedávným vznikem. Kromě rozsáhlé flotily vozidel je ZUZ srovnatelná s ostatními speciálními jednotkami i výzbrojí, do které patří zbraně německého výrobce Heckler & Koch nebo rakouské zbrojovky Glock.
- Pistole Glock 17
- Pistole Glock 26
- Samopal Heckler & Koch MP5
- Útočná puška Heckler & Koch G36
- Útočná puška Heckler & Koch HK416

## Média
V roce 2018 natočila německá televize ARD asi 30 minutovou reportáž o činnosti a výcviku jednotky pod názvem Deutschland-Reportage: Zugriff!